# Atletica leggera ai XII Giochi panafricani - 5000 metri piani maschili
La specialità dei 5000 metri piani maschili ai XII Giochi panafricani si è svolta il 30 agosto 2019 allo Stadio Moulay Abdallah di Rabat, in Marocco.
La competizione è stata vinta dal keniano Robert Kiprop, che ha preceduto i connazionali Edward Zakayo (argento) e Richard Yator (bronzo).

## Podio
| Oro     | Robert Kiprop Kenya |
| Argento | Edward Zakayo Kenya |
| Bronzo  | Richard Yator Kenya |

## Risultati

### Finale
| Class   | Nome                 | Nazione        | Tempo    | Note                          |
| ------- | -------------------- | -------------- | -------- | ----------------------------- |
| Oro     | Robert Kiprop        | Kenya          | 13:30.96 |                               |
| Argento | Edward Zakayo        | Kenya          | 13:31.40 |                               |
| Bronzo  | Richard Yator        | Kenya          | 13:31.41 |                               |
| 4       | Abe Gashahun         | Etiopia        | 13:32.29 |                               |
| 5       | Oscar Chelimo        | Uganda         | 13:32.96 |                               |
| 6       | Antenayehu Dagnachew | Etiopia        | 13:37.85 | Miglior prestazione personale |
| 7       | Soufiane Boukantar   | Marocco        | 13:38.87 |                               |
| 8       | Bouh Ibrahim         | Gibuti         | 13:39.37 |                               |
| 9       | Stephen Kissa        | Uganda         | 13:43.79 |                               |
| 10      | Gemechu Dida         | Etiopia        | 13:46.40 |                               |
| 11      | Awet Habte           | Eritrea        | 13:46.80 |                               |
| 12      | Yohans Kifle         | Eritrea        | 13:49.08 |                               |
| 13      | Mouhcine Outalha     | Marocco        | 13:51.28 |                               |
| 14      | Jamal Abdi Direh     | Gibuti         | 13:52.29 |                               |
| 15      | Toka Badboy          | Lesotho        | 14:04.40 |                               |
| 16      | Rodrique Kwizera     | Burundi        | 14:09.35 |                               |
| 17      | Tesfu Tewelde        | Eritrea        | 14:16.55 |                               |
| 18      | Kefasi Chitsala      | Malawi         | 14:18.39 |                               |
| 19      | Samuel Freire        | Capo Verde     | 14:19.21 |                               |
| 20      | Abdelmunaim Abdalla  | Sudan          | 14:38.12 |                               |
| 21      | Moses Tarakinyu      | Zimbabwe       | 14:46.65 |                               |
| 22      | Ali Hisseine Mahamat | Ciad           | 14:47.21 |                               |
| 23      | Chauncy Master       | Malawi         | 14:55.27 |                               |
| 24      | Kulang Kulang        | Sudan del Sud  | 15:01.03 |                               |
| 25      | Iven Moise           | Seychelles     | 15:02.28 |                               |
| 26      | Osman Challey        | Sierra Leone   | 15:43.52 |                               |
| 27      | Abidine Abidine      | Mauritania     | 15:52.09 |                               |
| dns     | Gabriel Gerald Geay  | Tanzania       | dns      |                               |
| dns     | Abdalaati Iguider    | Marocco        | dns      |                               |
| dns     | Alex Ngouari-Mouissi | Rep. del Congo | dns      |                               |
| dns     | Samuel Kibet         | Uganda         | dns      |                               |